# Predigtstuhl (Kaisergebirge)
Predigtstuhl (Amvonul) este un munte care are altitudinea de 2116 m deasupra n.m. El este situat la est de Kufstein în munții Wilder Kaiser din masivul Alpilor Calcaroși. Muntele este unul dintre cele mai renumite piscuri de escaladat din Alpii Calcaroși.